# برخاست پسایخچالی

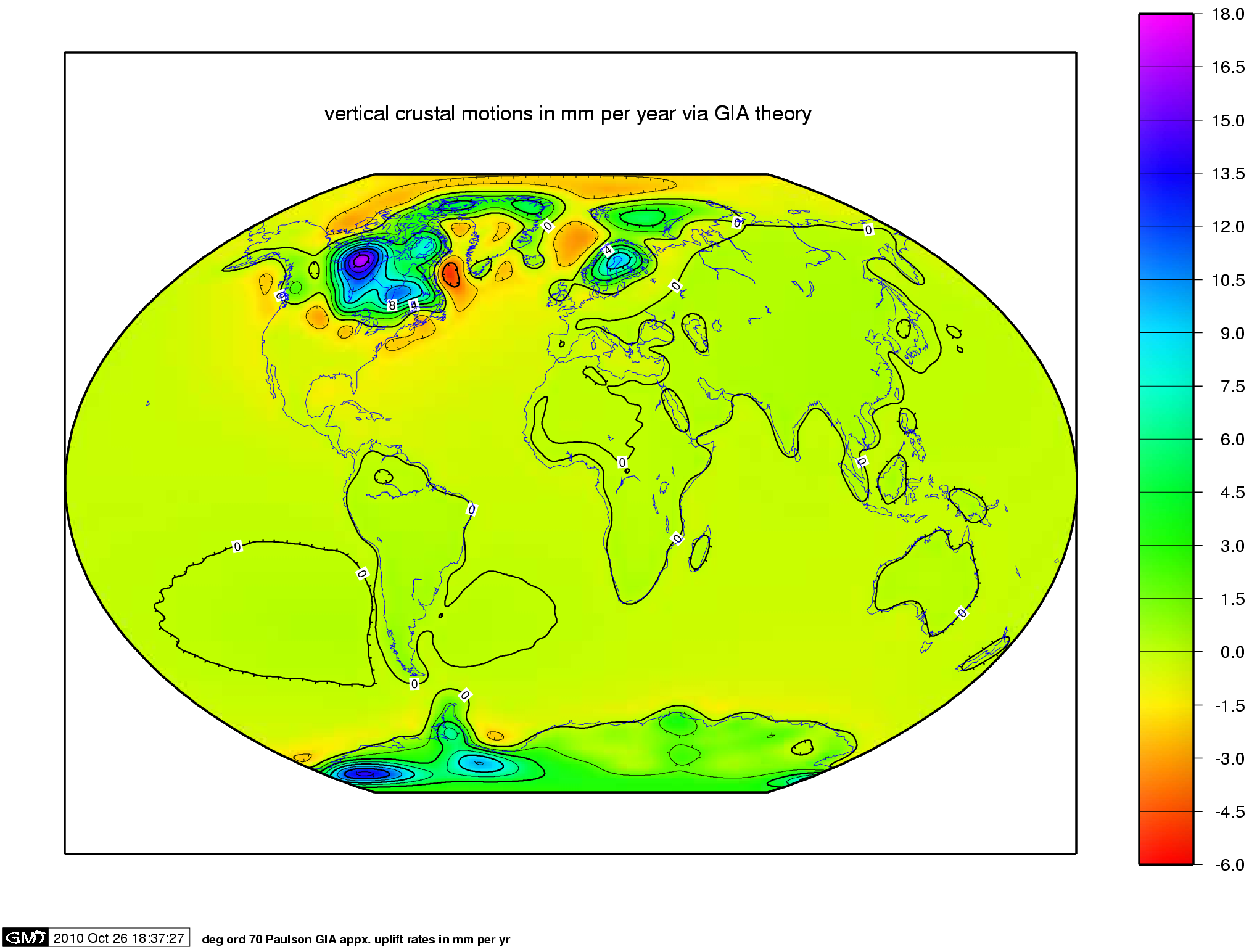
مدلی از تغییر جرم امروزی به دلیل برخاست پسایخچالی و بارگیری دوباره حوضه‌های اقیانوس با آب دریا. نواحی آبی و ارغوانی به دلیل برداشتن ورقه‌های یخی افزایش پیدا می‌کند. با دور شدن مواد گوشته از این نواحی به منظور تأمین نواحی بالارونده و به دلیل فروریختن برآمدگی‌های جلویی در پیرامون صفحه‌های یخ، مناطق زرد و قرمز نشان‌دهنده فروریزش هستند.

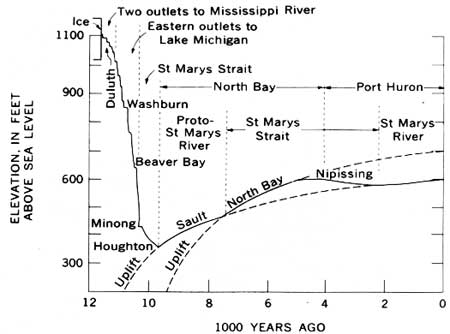
تغییر در ارتفاع دریاچه سوپریور به دلیل یخبندان و بازگشت پسایخچالی

برخاست پسایخچالی یا برخاست پسایخبندان (به انگلیسی: Post-glacial rebound) (که به آن برخاست ترازایستایی isostatic rebound یا برخاست پوسته‌ای crustal rebound نیز می‌گویند)، عبارت است از خیزش توده‌های خشکی پس از برداشتن وزن عظیم صفحه‌های یخساری در آخرین دوره یخبندان که سبب فشردگی ترازایستایی شده بود. برخاست پسایخچالی و فشردگی ترازایستایی، مراحلی از ترازایستایی یخبندانی (تنظیم ترازایستایی یخبندان، glacioisostasy) هستند. این دگرگونی شکل پوسته زمین در پاسخ به دگرگونی در پراکندگی توده یخ رخ می‌دهد. پیامدهای افزایش مستقیم برخاست پسایخچالی به آسانی در بخش‌هایی از شمال اوراسیا، آمریکای شمالی، پاتاگونیا و قطب جنوب آشکار است. با این حال، از طریق فرآیندهای سیفون کردن اقیانوس‌ها و اهرم‌های قاره‌ای، پیامدهای برخاست پسایخچالی بر سطح دریای آزاد در گستره جهانی و دور از مکان‌های ورقه‌های یخی کنونی و پیشین احساس می‌شود.
در طول آخرین دوره یخبندان، بیشتر شمال اروپا، آسیا، آمریکای شمالی، گرینلند و قطب جنوب توسط صفحه‌های یخی پوشیده شده بود که کلفتی آنها در یخبندان بیشینه حدود ۲۰۰۰۰ سال پیش به سه کیلومتر می‌رسید. وزن بسیار زیاد این یخ سبب شد که سطح پوسته زمین تغییر شکل داده و به سمت پایین منحرف شود و مواد گران‌روکشسان گوشته را مجبور کند تا از ناحیه بارگذاری شده دور شود. در پایان هر دوره یخبندان که یخچال‌ها عقب‌نشینی می‌کردند، حذف این وزن منجر به بالا آمدن یا بازگشت آهسته (و همچنان ادامه دارد) زمین و بازگشت جریان مواد گوشته به زیر ناحیه یخ‌زدایی شده بود. به دلیل گران‌روی شدید گوشته، هزاران سال طول می‌کشد تا زمین به سطح تعادل برسد.

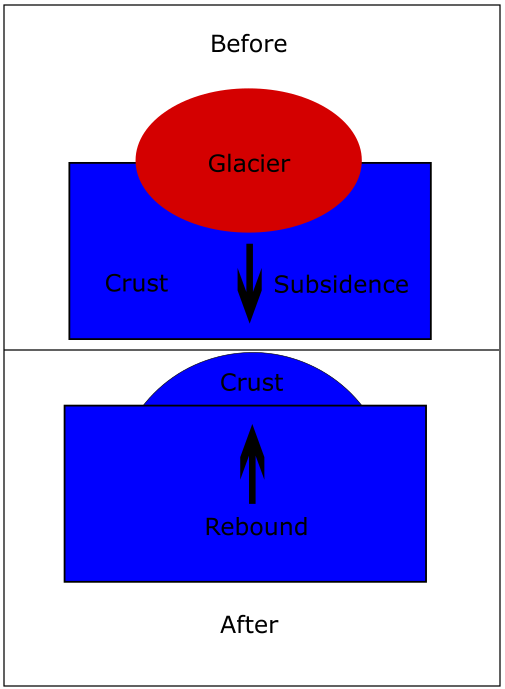
رفتار ارتجاعی لیتوسفر و گوشته، نشان‌دهنده فرونشست پوسته با توجه به ویژگی‌های چشم‌انداز در نتیجه نیروی رو به پایین یخچال طبیعی در «پیش» از رخ دادن، و پیامدهای ذوب شدن و عقب‌نشینی یخبندان بر بازگشت گوشته و لیتوسفر در «پس از» رخ دادن

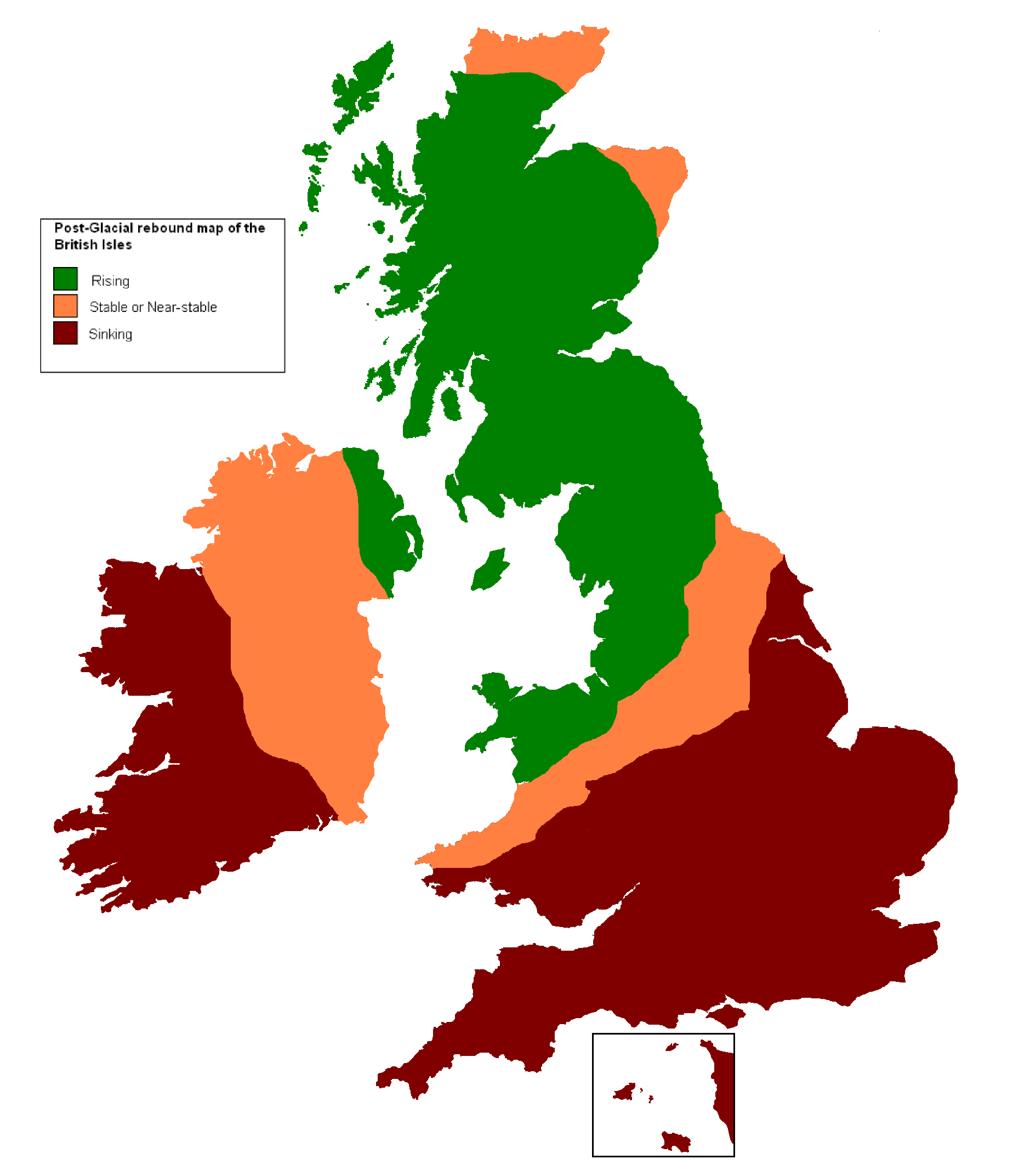
نقشه اثر پسایخبندان بر سطح زمین ایرلند و جزایر بریتانیا

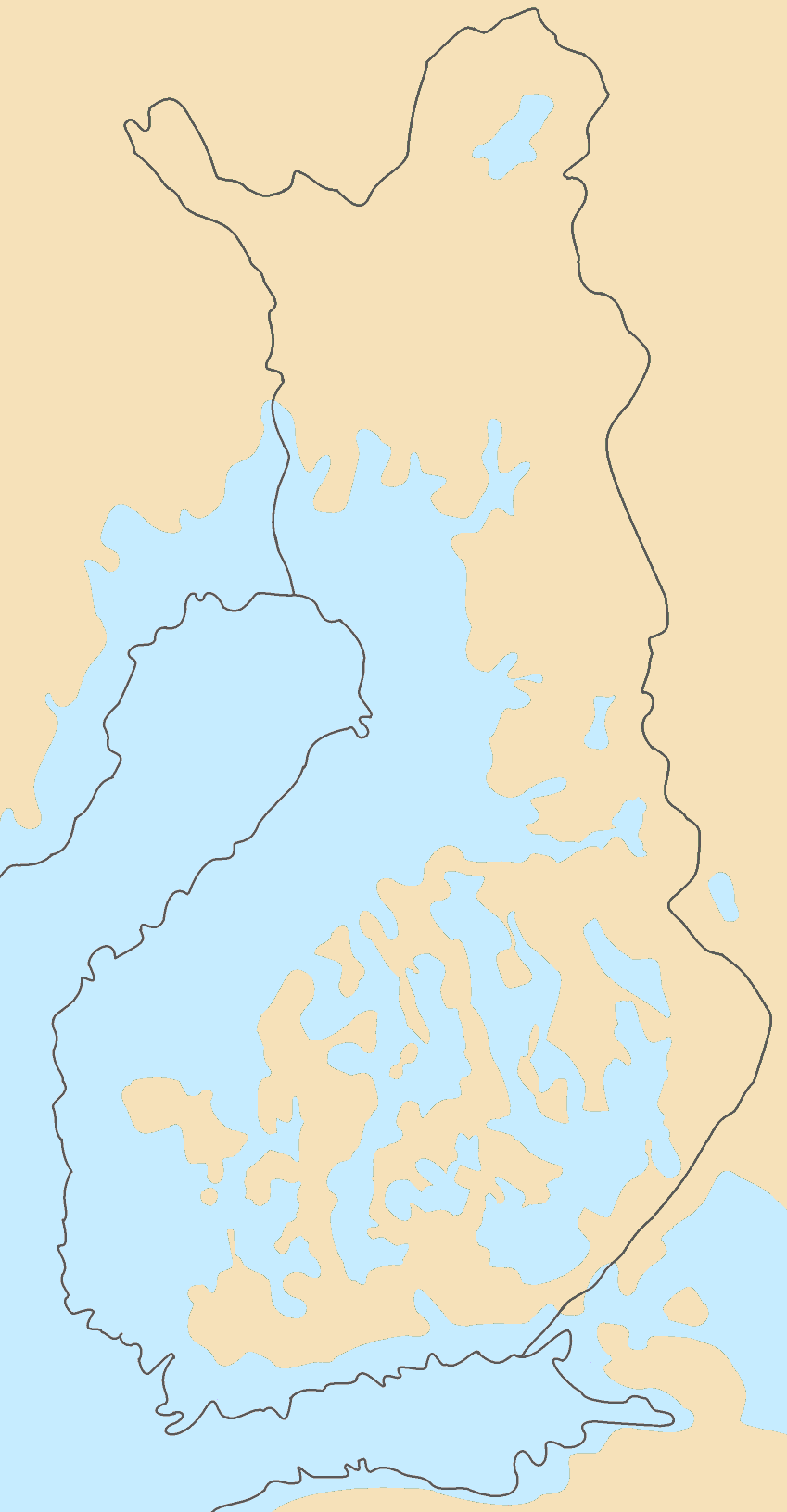
بیشتر سرزمین فنلاند نوین، بستر یا مجمع الجزایر گذشته‌است: سطح دریاها بلافاصله پس از آخرین عصر یخبندان نشان داده شده‌است.